# Favolaschia sprucei
Favolaschia sprucei är en svampart som först beskrevs av Miles Joseph Berkeley, och fick sitt nu gällande namn av Rolf Singer 1945. Favolaschia sprucei ingår i släktet Favolaschia och familjen Mycenaceae.   Inga underarter finns listade i Catalogue of Life.